# 1994年國際足協世界盃淘汰賽
1994年國際足協世界盃淘汰賽是1994年國際足協世界盃最後階段賽事。賽事由1994年7月2日展開的十六強開始，到7月17日於玫瑰碗舉行的決賽結束。賽事由分組賽六個小組的首名和次名球隊，與及四支成績最佳的第三名球隊角逐。
十六支晉級淘汰賽的球隊，會以單回合制淘汰賽形式進行比賽。於淘汰賽中，假如賽事在常規 90 分鐘內賽和，會進行 30 分鐘加時賽。若加時賽後仍然持平，會以互射十二碼決出勝負。